# Гусева, Наталья Романовна
Ната́лья Рома́новна Гу́сева (урождённая Четыркина; 8 [21] марта 1914, Михайловка-Рубежовка, Киевская губерния, Российская империя — 21 апреля 2010, Москва) — советская и российская индолог, историк, этнограф, писательница и драматург; доктор исторических наук (1978); представитель этнографического и культурологического направления российской индологии. Автор более 160 научных трудов по культуре и древним формам религии индийцев. С 1976 года член Союза писателей СССР, позднее член Союза писателей России.
В последние годы стала сторонницей псевдонаучной арктической гипотезы происхождения индоевропейцев («арийцев», или, в её терминологии, «индо-славов»).

## Биография
Правнучка известного представителя смоленского рода Четыркиных — Романа Сергеевича (1797—1865), генерала-штаб-доктора русской армии, крупного инфекциониста.
Наталья Романовна Четыркина родилась 8 (21) марта 1914 года в селе Рубежовка Киевской губернии. Рано осталась сиротой, и в 17 лет по окончании школы начала работать на шинном заводе «Красный треугольник» в Ленинграде. Одновременно проходила учёбу в техникуме резиновой промышленности, который окончила с отличием в 1934 году. В то же время начала увлекаться Востоком, в том числе Индией. В 1935 году поступила на филологический факультет Ленинградского университета. Окончив его в 1940 году и получив специальность индолога, работала по договорам в Институте востоковедения Академии наук СССР.
Во время Великой Отечественной войны вместе с первым мужем инженером В. Н. Гусевым и маленькой дочкой уехала в эвакуацию в Пермь, где работала вначале в Институте микробиологии, а затем в артели Молгорторга. В 1944 году с большим трудом добралась до Москвы и стала сначала сотрудником, а с 1946 года аспиранткой Института этнографии Академии наук СССР. Одновременно в Военном институте иностранных языков Советской Армии читала лекции по истории и культуре Индии. Там познакомилась со вторым мужем Святославом Игоревичем Потабенко, индологом и художником, с которым прожила в браке более 60 лет.
В 1950 году с мужем уехала в Ташкент, где в 1950—1952 годах она работала научным сотрудником Института востоковедения Академии наук Узбекской ССР. В 1951 году в Москве защитила кандидатскую диссертацию на тему «Этнический состав населения Южной Индии». В 1952 году с мужем вернулась в Москву и вернулась к работе в Института этнографии. В 1978 году защитила докторскую диссертацию на тему «Индуизм: История формирования. Культовая практика».
Неоднократно посещала Индию. В 1963—1964 году с мужем в течение двух лет работала в Дели в Доме советской культуры, где занимала должность старшего методиста русского языка. Правительство Индии за развитие российско-индийских связей удостоило её премией Джавахарлала Неру.
Умерла в Москве 21 апреля 2010 года в возрасте 96 лет. По просьбе Гусевой она была похоронена согласно обычаям Индии, её тело было кремировано, прах погружён членами семьи в священные воды реки Ганга.

## Научная деятельность
Научные труды Гусевой затрагивают разные проблемы: искусство народов Индии («Современное декоративно-прикладное искусство Индии», 1958; «Художественные ремёсла Индии», 1982), исследования индийских народов («Раджастханцы. Народ и проблемы», 1989), религии и мифология народов Индии («Джайнизм», 1968; «Индуизм», 1977; «Мифы древней Индии», 1999; «Легенды и мифы древней Индии», 2008; «Великий эпос Индии. Рамаяна. Махабхарата», 2002 и др.). Работа «Джайнизм» переведена на английский язык и опубликована в Индии в 1970 году.
Также она является автором научно-популярных работ: «Индия: тысячелетия и современность» (1971), «Многоликая Индия» (1987), «Эти поразительные индийцы» (2007), «Познакомимся с индуизмом» (1999). Книга «Индия: тысячелетия и современность» опубликована на немецком языке в Лейпцигском издательстве «Киппенгейер» (Германия) тремя изданиями в 1978—1989 годах.
К 40-летию научной деятельности Гусевой журнал «Советская этнография» (1990, № 1) опубликовал список основных её научных работ.

## Художественная и иная деятельность
В 1960—1980 году на сцене Центрального детского театра Москвы шла пьеса «Рамаяна», которая была написана Гусевой по мотивам этого древнеиндийского эпоса. Ряд других её пьес, написанных по мотивам других индийских эпических произведений, шли в театрах Уфы, Иванова, Томска и Душанбе. Во время очередного визита в Москву Джавахарлал Неру посетил спектакль «Рамаяна» и дал ему высокую оценку, с чего началось личное знакомство Гусевой с этим индийским политическим деятелем.
Гусева осуществляла переводы англоязычной индологической литературы, вела телепередачи «Клуба кинопутешествий», читала ряд лекций по линии Союза советских обществ дружбы и культурной связи с зарубежными странами и общества «Знание», писала стихи.

## Арктическая гипотеза
В последние годы Гусева стала сторонником арктической гипотезы, не признаваемой наукой. Эта гипотеза была выдвинута в начале XX века индийским мыслителем и радикальным деятелем индийского национального движения Б. Г. Тилаком; имеет своих последователей среди индийских интеллектуалов, теософов и зороастрийцев. На Гусеву оказал значительное влияние фантаст Иван Ефремов.
В 1994 году антисемитское издательство «Витязь» под руководством идеолога радикального национализма и неоязычества Виктора Корчагина на деньги художника Ильи Глазунова, поддерживавшего «арийскую» идею, выпустило сборник «Древность: арьи, славяне», содержащий статьи Гусевой, Жарниковой и ряда других авторов, излагавших «арийскую» идею для широкой аудитории.
Исследования, проведённые Гусевой в Индии, помогли ей ознакомиться с индуизмом, поэтому она сделала попытку выявить общие черты индуистской и славянской мифологий. Гусева создала словарь «русско-санскритских схождений» (450 слов), который дважды был опубликован в её книгах: «Русские сквозь тысячелетия» (1998) и «Славяне и Арьи. Путь богов и слов» (2001). В книге «Индия в зеркале веков» (2002) словарь был размещён в качестве приложения под названием «Краткая сводка совпадающих и сходных слов русского языка и санскрита». В этой же книге в виде сводной таблицы опубликованы результаты дилетантской «расшифровки» через санскрит этнографом С. В. Жарниковой названий рек и водоёмов Русского Севера, по созвучию напоминающих санскритские слова (например, Гангозеро — Ганг). С индоевропейцами Гусева связывала свастику, упоминая и её восьмилучевую неоязыческую разновидность («коловрат»), но она отмечала также её популярность у доарийского населения Индской цивилизации.
В рамках арктической гипотезы опубликовала ряд работ, в том числе «Русские сквозь тысячелетия» (1998), «Славяне и Арьи. Путь богов и слов» (2001), «Русский Север — прародина индославов» (2003, 2-е изд. — 2010), «Арии и древнеиндийские традиции» (2010).

## Награды
Награждена медалью «За доблестный труд в Великой Отечественной войне» и Международной премией имени Джавахарлала Неру.

## Критика
Ряд выводов Гусевой подвергся критике со стороны других учёных, прежде всего идеи, выходившие за рамки её компетенции — этнографии. В частности, Гусева подвергалась критике за пропаганду не признаваемой наукой арктической гипотезы прародины индоевропейцев («ариев», «индо-славов»). Её построения в отношении «славяно-арийских» параллелей в языке и культуре не принимаются наукой. Гусева, будучи специалистом по этнографии и религии народов Индии, не была компетентна в лингвистике, индоевропеистике и славяноведении.
С. А. Токарев в своём дневнике отмечал, что взгляд Гусевой на джайнизм как на древнейшую (и даже доведийскую) религию Индии, сомнителен. Защиту докторской диссертации Н. Р. Гусевой он оценил как «блестящую», однако саму диссертацию назвал дилетантской. В то же время он положительно оценил самодеятельную постановку под руководством Гусевой.
Согласно историку В. А. Шнирельману, Гусева стала единственным советским учёным, оживившим миф о «Северной прародине».

## Влияние
Идеи Гусевой пользуются популярностью в среде русских националистов, неонацистов и неоязычников. Гипотезы Гусевой пропагандировались фашистской газетой «Русский реванш» (1996, № 1), нацистской газетой «Земщина» (1995, № 101), расистским журналом «Наследие предков» (1995, № 1) и почвенническим журналом «Наш современник» (1996, № 5).

## Список трудов
Книги
- Современное декоративно-прикладное искусство Индии: очерк. — М.: Искусство, 1958. — 54 с., ил. 44 с. — 5,000 экз.
- Махабхарата, или Сказание о великой битве потомков Бхараты / Пересказала для детей Наталия Гусева. — М.: Детская литература, 1964. — 214 с. — (Школьная библиотека).
  - Махабхарата, или Сказание о великой битве потомков Бхараты. — 2-е изд. — М.: Детская литература, 1984. — 221, [3] с. — (Библиотечная серия). — 100,000 экз.
- Джайнизм. — М.: Наука, 1968. — 124 с. — 6,400 экз.
- Многоликая Индия. — М.: Молодая гвардия, 1971. — 280 с. — (Бригантина). — 100,000 экз.
  - Многоликая Индия. — 2-е изд., испр. и доп. — М.: Наука, 1980. — 272 с. — (Рассказы о странах Востока). — 50,000 экз.
- Индия: тысячелетия и современность. — М.: Наука, 1971. — 140 с. — (Народы мира). — 38,000 экз.
- Индуизм: История формирования. Культовая практика. — М.: Наука, 1977. — 327 с. — 10,000 экз.
- Художественные ремёсла Индии. — М.: Наука, 1982. — 239 с. — 10,000 экз.
- Раджастханцы: народ и проблемы. — М.: Наука, 1989. — 230 с. — 2,550 экз. — ISBN 5-02-016499-2.
- Индия: общество и традиции. — М.: Знание, 1990. — 63 с. — (Новое в жизни, науке, технике. У полит. карты мира; 6/1990). — 38,000 экз.
- Русские сквозь тысячелетия: Арктическая теория. — М.: Белые альвы, 1998. — 157 с. — 2,000 экз. — ISBN 5-7619-0066-1.
  - Русские сквозь тысячелетия: арктическая теория, краткий очерк. — 2-е изд., расш. — М.: Белые альвы, 2007. — 240 с. — 2,000 экз. — ISBN 5-7619-0254-0.
- Познакомимся с индуизмом: Популяр. очерки. — М.: Форум, 1999. — 104 с. — 3,000 экз.
- Мифы Древней Индии: популярное изложение. — М.: Белые альвы, 1999. — 191 с. — ISBN 5-7619-0063-7.
- Великий эпос Индии: Рамаяна, Махабхарата. — М.: Алетейа, 2002. — 262 с. — ISBN 5-89321-104-9.
- Славяне и арьи: Путь богов и слов. — М.: ФАИР-ПРЕСС, 2002. — 336 с. — 7,000 экз. — ISBN 5-8183-0395-0.
- Индия в зеркале веков. — М.: Вече, 2002. — 446 с. — (Тайны древних цивилизаций). — ISBN 5-94538-098-9.
- Русский север — прародина индо-славов: Исход предков арьев и славян. — М.: Вече, 2003. — 416 с. — (Тайны Земли Русской). — ISBN 5-9533-0132-4.
  - Русский Север - прародина индославов. — 2-е изд. — М.: Вече, 2010. — 302 с. — (Славянский мир). — ISBN 978-5-9533-2951-4.
- Индуизм и мифы древней Индии. — М.: Вече, 2005. — 480 с. — (Тайны древних цивилизаций). — ISBN 5-9533-0526-5.
- Эти поразительные индийцы. — М.: АСТ, Астрель, 2007. — 478 с. — (Культурный шок!). — ISBN 978-5-17-046542-2.
- Совм. с Потабенко С. И. Индия. Гоа. Древние храмы и золото пляжей. — М.: Вече, 2007. — 384 с. — (Исторический путеводитель). — ISBN 5-9533-0104-8.
- Легенды и мифы Древней Индии. — М.: Вече, 2008. — 320 с. — 3,000 экз. — ISBN 978-5-9533-2952-1.
- Арии и древнеарийские традиции. — М.: Белые альвы, 2010. — 206 с. — ISBN 978-5-91464-035-1.

Словарные статьи
- Народы и религии мира: Энциклопедия / Гл. ред. В. А. Тишков. — М.: Большая российская энциклопедия, 1999. — 928 с. — 100,000 экз. — ISBN 5-85270-155-6.
  - Балти. — С. 76.
  - Гуджаратцы. — С. 150—151.
  - Джат. — С. 160.
  - Совм. с О. Н. Бобылёвой. Друкпа. — С. 164.
  - Ирула. — С. 197.
  - Каннара. — С. 220—221.
  - Кашмирцы. — С. 231.
  - Кодагу. — С. 248.
  - Кота. — С. 262.
  - Курумба. — С. 275.
  - Малаяли. — С. 317—318.
  - Маратхи. — С. 329—330.
  - Панджабцы. — С. 408—409.
  - Раджастханцы. — С. 431.
  - Тода. — С. 534.
  - Тулу. — С. 548.
  - Урали. — С. 573—574.

Переводы
- Тилак Б. Г. Арктическая родина в Ведах. — М.: ФАИР-ПРЕСС, 2001. — 528 с. — 5,000 экз. — ISBN 5-8183-0263-6.